# اسکاری مانتره
اسکاری مانتره (انگلیسی: Oskari Mantere؛ ۱۸ سپتامبر ۱۸۷۴ – ۹ دسامبر ۱۹۴۲) یک سیاست‌مدار اهل فنلاند بود.